# Dmitri Hvorostovsky

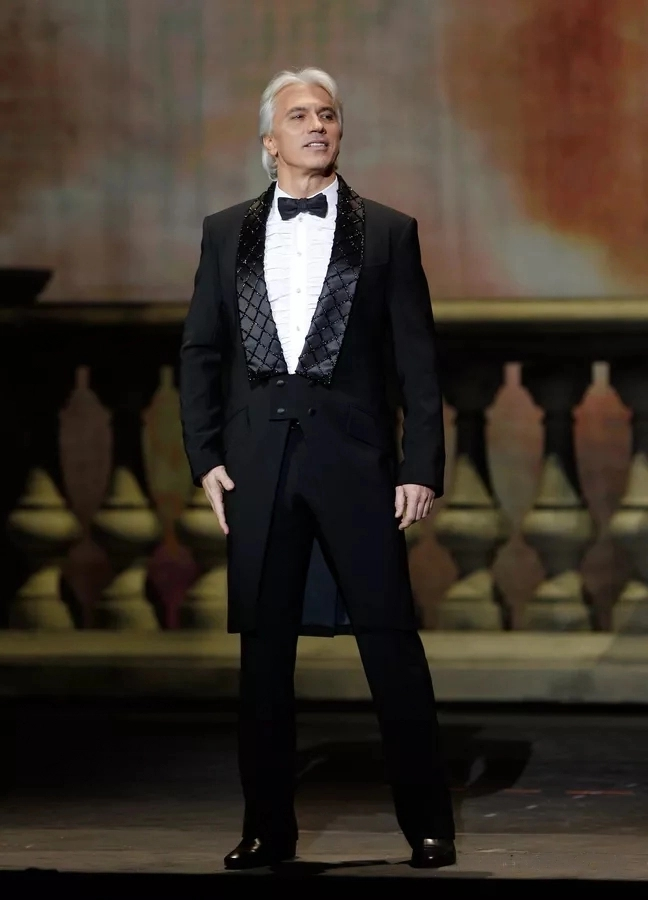
Dmitri Hvorostovsky (2011)

Dmitri Hvorostovsky oder Dmitri Alexandrowitsch Chworostowski (russisch Дмитрий Александрович Хворостовский [xvərɐˈstofskʲɪj]; * 16. Oktober 1962 in Krasnojarsk; † 22. November 2017 in London) war ein russisch-britischer Opernsänger (Bariton).

## Leben
Hvorostovsky studierte in Krasnojarsk Gesang und debütierte am dortigen Staatlichen Opernhaus als Marullo in Giuseppe Verdis Rigoletto. Internationale Beachtung fand Hvorostovsky, als er 1989 den Wettbewerb Cardiff Singer of the World gewann – vor dem eigentlich favorisierten Bryn Terfel. Sein Debüt außerhalb der UdSSR fand im selben Jahr an der Opéra de Nice statt, wo er in Tschaikowskis Oper Pique Dame auf der Bühne stand.
Von da an hatte Hvorostovsky Engagements an den meisten namhaften Opernhäusern weltweit. Am Teatro La Fenice in Venedig sang er die Rolle des Eugen Onegin in der gleichnamigen Oper von Tschaikowski – eine Rolle, die er nach Meinung vieler Kritiker besonders gelungen gestaltete. Sein Debüt an der Metropolitan Opera gab er 1995 als Fürst Jeletzki in Tschaikowskys Oper Pique Dame. 2013 sang er in Michael Mayers umstrittener Inszenierung die Titelrolle des Rigoletto. Er sang am Londoner Opernhaus Covent Garden, an der Mailänder Scala und an der Staatsoper Unter den Linden in Berlin war er in verschiedenen Rollen zu hören und zu sehen.
Ab 1994 lebte Hvorostovsky in London und erwarb zusätzlich zu seiner russischen Staatsbürgerschaft die britische Staatsangehörigkeit.
2016 gab er bekannt, wegen eines Hirntumors zukünftig auf Opernrollen verzichten zu wollen. Ende Mai 2016 sang er nochmals in St. Petersburg, am 2. Juni 2016 stand er in seiner Heimatstadt Krasnojarsk letztmals auf der Bühne. Seinen letzten Opernauftritt hatte er am 29. November 2016 als Giorgio Germont in La traviata an der Wiener Staatsoper.
Hvorostovsky trat öffentlich zuletzt am 22. Juni 2017 zusammen mit Aida Garifullina bei der Sommernachtsgala in Grafenegg/Österreich auf.
Am 22. November 2017 erlag er in London seinem Krebsleiden. Seine Asche wurde jeweils zur Hälfte auf dem Nowodewitschi-Friedhof in Moskau und auf dem Friedhof seiner Geburtsstadt Krasnojarsk begraben.

### Familie
Hvorostovsky heiratete im Jahr 1989 Svetlana Ivanova (1959–2015), eine Balletttänzerin am Theater in Krasnojarsk, deren Tochter aus erster Ehe er adoptierte. Das Paar zog nach London und 1996 wurden Zwillinge geboren. Die Ehe war jedoch durch Skandale um seine Frau und zunehmende Alkoholprobleme des Sängers geprägt. Es folgte die Scheidung im Jahr 2001, deren Verlauf und finanzielle Details infolge eines von Svetlana angestrengten Gerichtsverfahrens von einer breiten Öffentlichkeit verfolgt wurden.
In zweiter Ehe war er mit der Schweizer Sängerin Florence Illi verheiratet, die er 1999 in Genf kennengelernt hatte. Aus dieser Ehe folgten ein Sohn (2003) und eine Tochter (2007).

## Auszeichnungen (Auswahl)
- 1990: Verdienter Künstler der RSFSR
- 1995: Volkskünstler Russlands
- 1998: Namensgeber für den Asteroiden (7995) Khvorostovsky[10]
- 2000: Ehrenbürger der Stadt Krasnojarsk
- 2006: Ehrenbürger der Oblast Kemerowo
- 2015: Alexander-Newski-Orden
- 2015: Ehrenbürger der Region Krasnojarsk
- 2016: Österreichischer Musiktheaterpreis – ORF-III-Medienpreis[11]
- 2017: Verdienstorden für das Vaterland 4. Klasse